# سزار پایبر
سزار پایبر (انگلیسی: Cesar Paiber؛ زادهٔ ۱۳ فوریهٔ ۱۹۷۰) بازیکن فوتبال اهل آرژانتین است.
از باشگاه‌هایی که در آن بازی کرده‌است می‌توان به باشگاه فوتبال گودوی کروز، باشگاه اتلتیکو ایندپندینته، و باشگاه فوتبال اتلتیکو تیگره اشاره کرد.